# Ukraine i Eurovision Song Contest
Ukraine har deltaget i Eurovision Song Contest siden 2003, hvor de opnåede en 14. plads. Året efter blev det til ukrainsk sejr med nummeret "Wild Dances" sunget af Ruslana. Sejren betød, at Ukraine var vært for Eurovision Song Contest 2005, som blev afholdt i hovedstaden Kyiv. Ukraine har senest vundet i 2016, hvor sangerinden Jamala vandt med sangen "1944", der opnåede 534 point. Pointene blev efter det nyindførte afstemningssystem fordelt med 211 stemmer fra juryerne (næstflest efter Australien) og 323 fra seerne (næstflest efter Rusland).
Ukraine er aldrig gået glip af en finale, da de aldrig er blevet elimineret i semifinalen. Ukraine har kun to gange meldt afbud, hvilket skete i 2015 og i 2019 da de trukkede tilbage.

## Repræsentant
Nøgle
     Vinder
     Anden plads
     Tredje plads
     Sidste plads
     Deltager valgt, men konkurrerede ikke
| År                 | Kunstner                   | Sang                                  | Sprog                  | Oversættelse                        | Finale             | Point              | Semi               | Point              |
| ------------------ | -------------------------- | ------------------------------------- | ---------------------- | ----------------------------------- | ------------------ | ------------------ | ------------------ | ------------------ |
| 2003               | Oleksandr Ponomarjov       | "Hasta la Vista"                      | Engelsk                | Farvel                              | 14                 | 30                 | Ingen semifinaler  | Ingen semifinaler  |
| 2004               | Ruslana                    | "Wild Dances"                         | Engelsk, ukrainsk      | Vilde danse                         | 1                  | 280                | 2                  | 256                |
| 2005               | Greenjolly                 | "Razom nas bahato" (Разом нас багато) | Ukrainsk, engelsk      | Sammen er vi mange                  | 19                 | 30                 | Værtsland          | Værtsland          |
| 2006               | Tina Karol                 | "Show Me Your Love"                   | Engelsk                | Vis mig din kærlighed               | 7                  | 145                | 7                  | 146                |
| 2007               | Verka Serdutjka            | "Dancing Lasha Tumbai"                | Engelsk, tysk, surzhyk | Dansende Lasha Tumbai               | 2                  | 235                | Top 10 året før    | Top 10 året før    |
| 2008               | Ani Lorak                  | "Shady Lady"                          | Engelsk                | Skyggefuld dame                     | 2                  | 230                | 1                  | 152                |
| 2009               | Svetlana Loboda            | "Be My Valentine! (Anti-Crisis Girl)" | Engelsk                | Vær min valentin! (Anti-krise pige) | 12                 | 76                 | 6                  | 80                 |
| 2010               | Alyosha                    | "Sweet People"                        | Engelsk                | Søde mennesker                      | 10                 | 108                | 7                  | 77                 |
| 2011               | Mika Newton                | "Angel"                               | Engelsk                | Engel                               | 4                  | 159                | 6                  | 81                 |
| 2012               | Gaitana                    | "Be My Guest"                         | Engelsk                | Vær min gæst                        | 15                 | 65                 | 8                  | 64                 |
| 2013               | Zlata Ognevitj             | "Gravity"                             | Engelsk                | Tyngdekraft                         | 3                  | 214                | 3                  | 140                |
| 2014               | Marija Jaremtjuk           | "Tick-Tock"                           | Engelsk                | Tik tak                             | 6                  | 113                | 5                  | 118                |
| Deltog ikke i 2015 |                            |                                       |                        |                                     |                    |                    |                    |                    |
| 2016               | Jamala                     | "1944"                                | Engelsk, krimtatarisk  | 1944                                | 1                  | 534                | 2                  | 287                |
| 2017               | O.Torvald                  | "Time"                                | Engelsk                | Tid                                 | 24                 | 36                 | Værtsland          | Værtsland          |
| 2018               | Mélovin                    | "Under the Ladder"                    | Engelsk                | Under stigen                        | 17                 | 130                | 6                  | 179                |
| 2019               | Maruv                      | "Siren Song"                          | Engelsk                | Sirenesang                          | Trak sig           | Trak sig           | Trak sig           | Trak sig           |
| 2020               | Go A                       | "Solovey" (Соловей)                   | Ukrainsk               | Nattergal                           | Konkurrence aflyst | Konkurrence aflyst | Konkurrence aflyst | Konkurrence aflyst |
| 2021               | Go A                       | "Shum" (Шум)                          | Ukrainsk               | Støj                                | 5                  | 364                | 2                  | 267                |
| 2022               | Kalush Orchestra           | "Stefania" (Стефанія)                 | Ukrainsk               | Stefania                            | 1                  | 631                | 1                  | 337                |
| 2023               | TVORCHI                    | "Heart of Steel"                      | Engelsk, ukrainsk      | Hjerte af stål                      | 6                  | 243                | Vandt året før     | Vandt året før     |
| 2024               | Alyona Alyona & Jerry Heil | "Teresa & Maria"                      | Ukrainsk, engelsk      | —                                   | 3                  | 453                | 2                  | 173                |
| 2025               | Ziferblat                  | "Bird of Pray"                        | Engelsk, ukrainsk      | Bedefugl                            | 9                  | 218                | 1                  | 137                |

## Pointstatistik (2003-2025)

### Flest point til og fra - top 5
NB: Kun point givet i finalerne er talt med.
| Ukraine har givet flest point til | Ukraine har givet flest point til | Ukraine har givet flest point til |
| Placering                         | Land                              | Point                             |
| --------------------------------- | --------------------------------- | --------------------------------- |
| 1                                 | Rusland                           | 120                               |
| 2                                 | Aserbajdsjan                      | 99                                |
| 3                                 | Moldova                           | 83                                |
| =                                 | Sverige                           | 83                                |
| 5                                 | Litauen                           | 81                                |

| Ukraine har modtaget flest point fra | Ukraine har modtaget flest point fra | Ukraine har modtaget flest point fra |
| Placering                            | Land                                 | Point                                |
| ------------------------------------ | ------------------------------------ | ------------------------------------ |
| 1                                    | Polen                                | 202                                  |
| 2                                    | Moldova                              | 193                                  |
| 3                                    | Israel                               | 183                                  |
| 4                                    | Aserbajdsjan                         | 170                                  |
| 5                                    | Letland                              | 168                                  |

### 12 point til og fra
NB: Kun 12 point givet i finalerne er talt med.
| Ukraine har modtaget 12 point fra | Ukraine har modtaget 12 point fra                                                                                       | Ukraine har modtaget 12 point fra |
| År                                | Jury | Televoting |
| --------------------------------- | --- | --- |
| 2004                              | Estland, Island, Israel, Letland, Litauen, Polen, Rusland, Tyrkiet                                                      | Ingen separat televoting |
| 2005                              | Polen | Ingen separat televoting |
| 2006                              | Portugal | Ingen separat televoting |
| 2007                              | Andorra, Letland, Polen, Portugal, Tjekkiet                                                                             | Ingen separat televoting |
| 2008                              | Portugal | Ingen separat televoting |
| 2011                              | Armenien, Aserbajdsjan, Slovakiet                                                                                       | Ingen separat televoting |
| 2013                              | Armenien, Aserbajdsjan, Hviderusland, Kroatien, Moldova                                                                 | Ingen separat televoting |
| 2016                              | Bosnien-Hercegovina, Danmark, Georgien, Israel, Letland, Moldova, Nordmakedonien, Polen, San Marino, Serbien, Slovenien | Finland, Italien, Polen, San Marino, Tjekkiet, Ungarn |
| 2018                              | Modtog ikke 12 point | Hviderusland, Polen, Tjekkiet |
| 2021                              | Litauen | Frankrig, Israel, Italien, Litauen, Polen |
| 2022                              | Letland, Litauen, Moldova, Polen, Rumænien,                                                                             | Aserbajdsjan, Australien, Belgien, Bulgarien, Cypern, Danmark, Estland, Finland, Frankrig, Georgien, Holland, Irland, Island, Israel, Italien, Letland, Litauen, Moldova, Norge, Polen, Portugal, San Marino, Spanien, Storbritannien, Sverige, Tjekkiet, Tyskland |
| 2023                              | Tjekkiet | Moldova, Polen, Portugal, Tjekkiet |
| 2024                              | Moldova, Tjekkiet | Estland, Georgien, Litauen, Malta, Moldova, Polen, Tjekkiet |
| 2025                              | Modtog ikke 12 point | Israel, Polen, Tjekkiet |

| Ukraine har givet 12 point til | Ukraine har givet 12 point til | Ukraine har givet 12 point til |
| År                             | Jury                           | Televoting                     |
| ------------------------------ | ------------------------------ | ------------------------------ |
| 2003                           | Rusland                        | Ingen separat televoting       |
| 2004                           | Serbien og Montenegro          | Ingen separat televoting       |
| 2005                           | Moldova                        | Ingen separat televoting       |
| 2006                           | Rusland                        | Ingen separat televoting       |
| 2007                           | Hviderusland                   | Ingen separat televoting       |
| 2008                           | Rusland                        | Ingen separat televoting       |
| 2009                           | Norge                          | Ingen separat televoting       |
| 2010                           | Aserbajdsjan                   | Ingen separat televoting       |
| 2011                           | Georgien                       | Ingen separat televoting       |
| 2012                           | Aserbajdsjan                   | Ingen separat televoting       |
| 2013                           | Hviderusland                   | Ingen separat televoting       |
| 2014                           | Sverige                        | Ingen separat televoting       |
| 2016                           | Litauen                        | Rusland                        |
| 2017                           | Hviderusland                   | Moldova                        |
| 2018                           | Frankrig                       | Israel                         |
| 2021                           | Italien                        | Italien                        |
| 2022                           | Storbritannien                 | Polen                          |
| 2023                           | Sverige                        | Polen                          |
| 2024                           | Schweiz                        | Schweiz                        |
| 2025                           | Tyskland                       | Litauen                        |

### Flest point til og fra - alle lande
| Ukraine har givet point til | Ukraine har givet point til | Ukraine har givet point til |
| Placering                   | Land                        | Point                       |
| --------------------------- | --------------------------- | --------------------------- |
| 1                           | Rusland                     | 120                         |
| 2                           | Aserbajdsjan                | 99                          |
| 3                           | Moldova                     | 83                          |
| =                           | Sverige                     | 83                          |
| 5                           | Litauen                     | 81                          |
| 6                           | Frankrig                    | 65                          |
| 7                           | Norge                       | 61                          |
| =                           | Polen                       | 61                          |
| 9                           | Schweiz                     | 57                          |
| 10                          | Israel                      | 56                          |
| 11                          | Armenien                    | 54                          |
| 12                          | Italien                     | 52                          |
| 13                          | Georgien                    | 51                          |
| 14                          | Hviderusland                | 50                          |
| 15                          | Storbritannien              | 47                          |
| 16                          | Kroatien                    | 45                          |
| =                           | Portugal                    | 45                          |
| 18                          | Letland                     | 37                          |
| 19                          | Belgien                     | 34                          |
| =                           | Tyskland                    | 34                          |
| 21                          | Estland                     | 32                          |
| 22                          | Finland                     | 31                          |
| 23                          | Grækenland                  | 28                          |
| 24                          | Malta                       | 25                          |
| 25                          | Australien                  | 24                          |
| =                           | Tjekkiet                    | 24                          |
| =                           | Ungarn                      | 24                          |
| 28                          | Holland                     | 22                          |
| =                           | Island                      | 22                          |
| =                           | Østrig                      | 22                          |
| 31                          | Danmark                     | 21                          |
| =                           | Irland                      | 21                          |
| =                           | Tyrkiet                     | 21                          |
| 34                          | Serbien og Montenegro       | 15                          |
| 35                          | Rumænien                    | 14                          |
| 36                          | Slovenien                   | 12                          |
| 37                          | Bosnien-Hercegovina         | 10                          |
| 38                          | Bulgarien                   | 8                           |
| =                           | Cypern                      | 8                           |
| =                           | Serbien                     | 8                           |
| 41                          | Spanien                     | 7                           |
| 42                          | Nordmakedonien              | 6                           |
| 43                          | Luxembourg                  | 4                           |
| 44                          | Albanien                    | 0                           |
| =                           | Andorra                     | 0                           |
| =                           | Jugoslavien                 | 0                           |
| =                           | Marokko                     | 0                           |
| =                           | Monaco                      | 0                           |
| =                           | Montenegro                  | 0                           |
| =                           | San Marino                  | 0                           |
| =                           | Slovakiet                   | 0                           |

| Ukraine har modtaget point fra | Ukraine har modtaget point fra | Ukraine har modtaget point fra |
| Placering                      | Land                           | Point                          |
| ------------------------------ | ------------------------------ | ------------------------------ |
| 1                              | Polen                          | 202                            |
| 2                              | Moldova                        | 193                            |
| 3                              | Israel                         | 183                            |
| 4                              | Aserbajdsjan                   | 170                            |
| 5                              | Letland                        | 168                            |
| 6                              | Georgien                       | 165                            |
| =                              | Litauen                        | 165                            |
| 8                              | Portugal                       | 152                            |
| 9                              | Tjekkiet                       | 142                            |
| 10                             | Estland                        | 130                            |
| 11                             | Hviderusland                   | 126                            |
| 12                             | Italien                        | 123                            |
| 13                             | Rusland                        | 108                            |
| 14                             | Spanien                        | 107                            |
| 15                             | Cypern                         | 106                            |
| 16                             | Armenien                       | 97                             |
| 17                             | Kroatien                       | 96                             |
| 18                             | Irland                         | 90                             |
| 19                             | Frankrig                       | 85                             |
| 20                             | Slovenien                      | 82                             |
| 21                             | Danmark                        | 81                             |
| =                              | Malta                          | 81                             |
| 23                             | Tyskland                       | 77                             |
| 24                             | Grækenland                     | 75                             |
| =                              | Island                         | 75                             |
| 26                             | San Marino                     | 72                             |
| 27                             | Belgien                        | 71                             |
| =                              | Finland                        | 71                             |
| =                              | Serbien                        | 71                             |
| =                              | Storbritannien                 | 71                             |
| =                              | Sverige                        | 71                             |
| 32                             | Bulgarien                      | 68                             |
| 33                             | Holland                        | 65                             |
| =                              | Rumænien                       | 65                             |
| 35                             | Nordmakedonien                 | 63                             |
| =                              | Norge                          | 63                             |
| 37                             | Østrig                         | 61                             |
| 38                             | Australien                     | 51                             |
| 39                             | Albanien                       | 50                             |
| =                              | Montenegro                     | 50                             |
| 41                             | Tyrkiet                        | 39                             |
| 42                             | Bosnien-Hercegovina            | 38                             |
| =                              | Ungarn                         | 38                             |
| 44                             | Schweiz                        | 36                             |
| 45                             | Andorra                        | 33                             |
| 46                             | Slovakiet                      | 13                             |
| 47                             | Luxembourg                     | 12                             |
| =                              | Serbien og Montenegro          | 12                             |
| 49                             | Monaco                         | 8                              |
| 50                             | Jugoslavien                    | 0                              |
| =                              | Marokko                        | 0                              |

## Vært
| År   | By   | Scene                           | Værter                                                        |
| ---- | ---- | ------------------------------- | ------------------------------------------------------------- |
| 2005 | Kyiv | Sports Palace                   | Marija Efrosnina & Pavlo Shylko                               |
| 2017 | Kyiv | International Exhibition Centre | Oleksandr Skitjko, Volodymyr Ostaptjuk & Timur Mirosjnytjenko |

## Kommentatorer og jurytalsmænd
| År   | Kommentator | Jurytalsmand      |
| ---- | --- | ----------------- |
| 2002 | Pavlo Shylko & Mariya Orlova                                                                                      | Deltog ikke       |
| 2003 | Pavlo Shylko & Dmytro Kryzhanivskyi                                                                               | Ljudmyla Hariv    |
| 2004 | Rodion Pryntsevskyi                                                                                               | Pavlo Shylko      |
| 2005 | Yaroslav Chornenkyi                                                                                               | Mariya Orlova     |
| 2006 | Pavlo Shylko | Igor Posypaiko    |
| 2007 | Timur Mirosjnytjenko                                                                                              | Kateryna Osadtja  |
| 2008 | Timur Mirosjnytjenko                                                                                              | Marysja Horobets  |
| 2009 | Timur Mirosjnytjenko                                                                                              | Marysja Horobets  |
| 2010 | Timur Mirosjnytjenko                                                                                              | Iryna Zhuravska   |
| 2011 | Timur Mirosjnytjenko & Tetiana Terekhova                                                                          | Ruslana           |
| 2012 | Timur Mirosjnytjenko & Tetiana Terekhova                                                                          | Oleksiy Matias    |
| 2013 | Timur Mirosjnytjenko & Tetiana Terekhova                                                                          | Oleksiy Matias    |
| 2014 | Timur Mirosjnytjenko & Tetiana Terekhova                                                                          | Zlata Ognevitj    |
| 2015 | Timur Mirosjnytjenko & Tetiana Terekhova                                                                          | Deltog ikke       |
| 2016 | Timur Mirosjnytjenko & Tetiana Terekhova                                                                          | Verka Serduchka   |
| 2017 | Tetiana Terekhova & Andrii Horodyskyi                                                                             | Zlata Ognevitj    |
| 2018 | Timur Mirosjnytjenko (Alle shows) Mariya Yaremtjuk (1. semifinale) Alyosha (2. semifinale) Jamala (Finale)        | Nata Sjysjtjenko  |
| 2019 | Timur Mirosjnytjenko                                                                                              | Deltog ikke       |
| 2021 | Timur Mirosjnytjenko                                                                                              | Tayanna           |
| 2022 | Timur Mirosjnytjenko                                                                                              | Kateryna Pavlenko |
| 2023 | Timur Mirosjnytjenko                                                                                              | Zlata Ognevitj    |
| 2024 | Timur Mirosjnytjenko (Alle shows) Vasyl Baidak (Finalen)                                                          | Jamala            |
| 2025 | Timur Mirosjnytjenko (Alle shows) Olexandr Pedan (1. semifnale) Vlad Kuran (2. semifinale) Alyona Alyona (Finale) | Jerry Heil        |

## Galleri
- Ani Lorak i Beograd (2008)
- Ruslana , Vinderen af (2004)
- Verka Serduchka i Helsinki (2007)